# Minucciano
Minucciano es una localidad italiana de la provincia de Lucca, región de Toscana, con 2.338 habitantes.
Formó parte de la República de Lucca desde 1447. Tras la ocupación francesa en 1815 paso a los dominios del Ducado de Lucca, pasando en 1847 al Ducado de Módena. 

Ubicación de la ciudad de Minucciano dentro de la provincia de Lucca.

## Evolución demográfica
| Gráfica de evolución demográfica de Minucciano entre 1861 y 2001 |
|                                                                  |
| Fuente ISTAT - Elaboración gráfica por parte de Wikipedia        |